# Erioptera (Erioptera) acucuspis
Erioptera (Erioptera) acucuspis is een tweevleugelige uit de familie steltmuggen (Limoniidae). De soort komt voor in het Neotropisch gebied.